# Pachrophylla jacintaria
Pachrophylla jacintaria là một loài bướm đêm trong họ Geometridae.